# Gnomidolon pictum
Gnomidolon pictum es una especie de escarabajo longicornio del género Gnomidolon, categorizada en la tribu Hexoplonini, de la subfamilia Cerambycinae. Fue descrita por Audinet-Serville en 1834.

## Descripción
Mide 10,5-13,7 mm de longitud.

## Distribución
Se distribuye por Argentina, Bolivia, Brasil y Paraguay.